# Good Times, Bad Times
«Good Times, Bad Times» es una canción de la banda inglesa Led Zeppelin, que fue la primera pista de su álbum debut Led Zeppelin lanzado a la venta en 1969.
En esta canción, Jimmy Page utiliza distorsionadores de sonido para crear efectos con su guitarra, en este caso el Leslie, utilizado por otras bandas como Steppenwolf, Procol Harum y Eric Clapton. 
Resalta la ejecución de John Bonham, dos series de dieciseisavos en distintas partes de la canción; ejecución realizada con un solo pie y de extrema dificultad.
La temática de la canción es simple: es una historia sobre un joven que se encuentra con situaciones en la vida, que a veces son buenas y a veces malas, como encontrar una chica y perder un amigo.

## Reediciones
- Remasters (1992)
- Box Set 2 (1993)
- Early Days (1999)

## Versiones
- Nuclear Assault en 1988 para su álbum Survive
- Cracker en 1995 para en álbum tributo a Led Zeppelin: Encomium
- Carl Weathersby en 1999 para su álbum This Ain't No Tribute Blues Cube
- Godsmack en el 2007 para su álbum Good Times, Bad Times 10 Years of Godsmack.
- Phish ha interpretado algunas veces esta canción en vivo.

- Datos: Q686360